# Peter Schreier

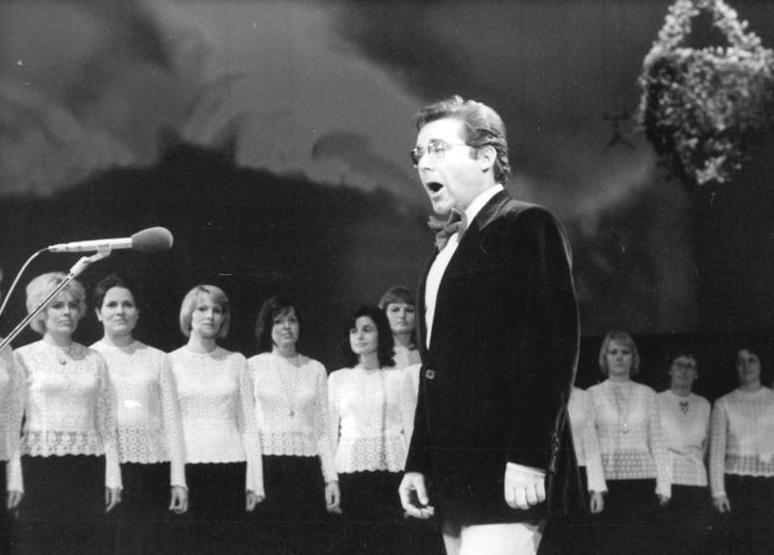
Peter Schreier, 1976

Peter Schreier (* 29. Juli 1935 in Meißen; † 25. Dezember 2019 in Dresden) war ein deutscher Sänger (Tenor) und Dirigent.

## Leben

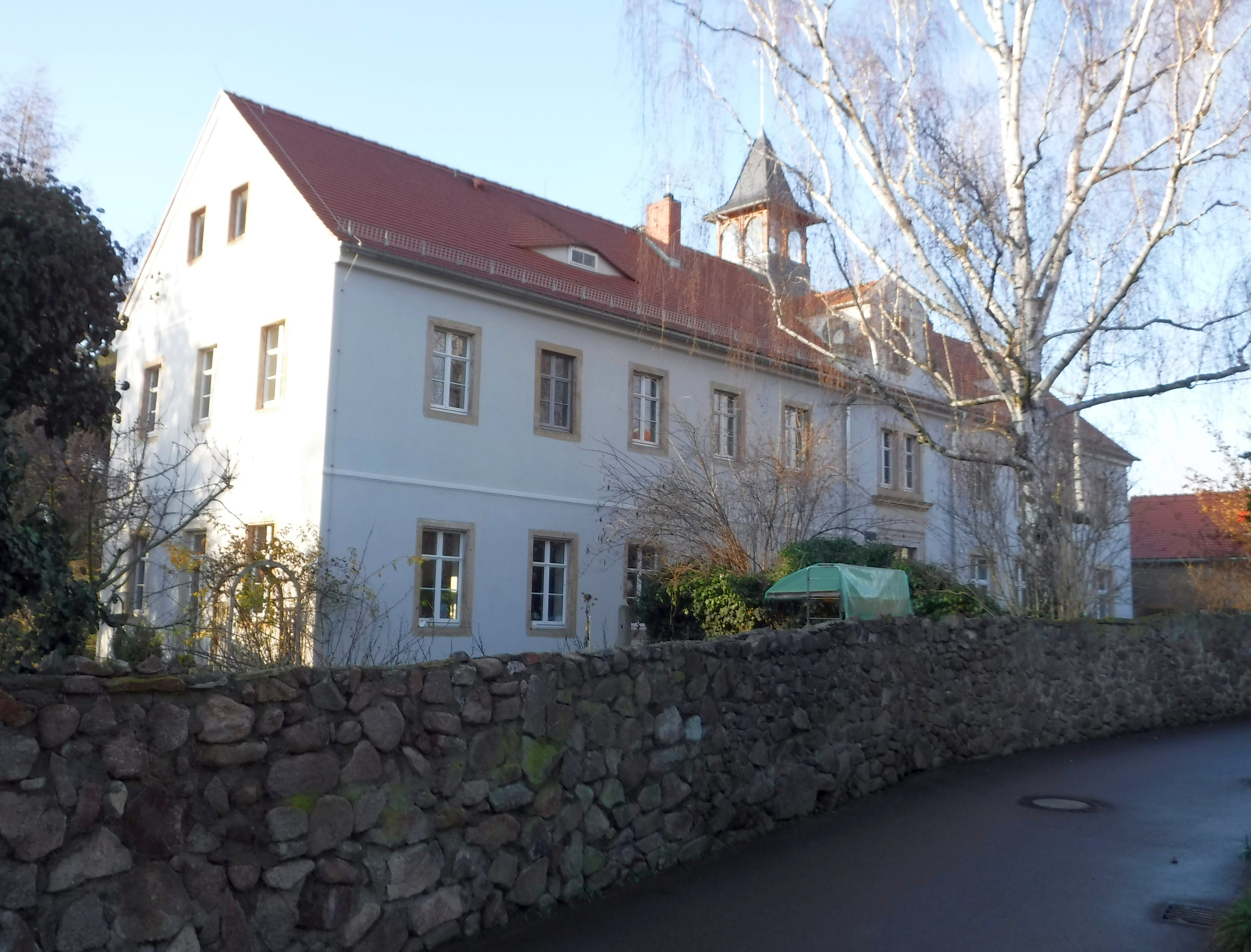
Ehemaliges Schulgebäude in Constappel, einige Jahre das Wohnhaus Schreiers

Peter Schreier wuchs im sächsischen Constappel auf. Sein Vater war Lehrer und Kantor. Am Elternhaus ist nachfolgende Beschriftung angebracht: „Hier wurde der Komponist Carl Ferdinand Adam 1806 geboren.“ Peter Schreier wurde 1943 in die Vorbereitungsklasse des Dresdner Kreuzchores aufgenommen und im Juli 1945 dessen Mitglied. Vom Chorleiter Rudolf Mauersberger wurde er als Talent entdeckt. Bereits als Knabenalt machte Peter Schreier auf sich aufmerksam, was Tonaufnahmen aus dieser Zeit dokumentieren. Mauersberger komponierte für ihn eine Reihe von Solopartien, u. a. das Nocturno, das Vaterunser aus der Geistlichen Sommermusik, das De profundis aus dem Dresdner Requiem und mehrere Volksliedbearbeitungen.
Nach dem Stimmbruch wechselte Schreier in das Stimmfach Tenor. Nach ersten, privaten Studien bei Fritz Polster folgte ein Gesangsstudium an der Dresdner Musikhochschule. Zu seinen Lehrern gehörten neben Herbert Winkler und Johannes Kemter auch Ernst Hintze (Dirigieren) und Martin Flämig (Chorleitung). 1959 debütierte er an der Staatsoper Dresden als Erster Gefangener in Beethovens Fidelio. 1961 wurde er Ensemblemitglied und feierte erste große Erfolge in Mozart-Partien, die auch in der Folge eine zentrale Rolle in seinem Repertoire spielten. 1963 wechselte er an die Berliner Staatsoper. Sein Belmonte (in Mozarts Entführung aus dem Serail) war ein großer Erfolg; internationale Opernhäuser wurden auf ihn aufmerksam.
1966 debütierte Schreier als Junger Seemann in Tristan und Isolde bei den Bayreuther Festspielen. 1967 sang er erstmals bei den Salzburger Festspielen, wo er von nun an 25 Jahre lang gastierte. Es folgten Engagements an der Mailänder Scala, der New Yorker Met und dem Teatro Colón in Buenos Aires. Schreier genoss Reisefreiheit, ohne der SED anzugehören. Als Grund, warum er nie die DDR dauerhaft Richtung Westen verlassen hatte, nannte er seine große Verbundenheit mit dem Musikleben und der Musiktradition Sachsens und Dresdens.
Schreier erwarb sich insbesondere als Mozartsänger internationale Geltung, aber auch die Gestaltung der Evangelistenpartien der Passionen und Oratorien Johann Sebastian Bachs machte ihn weltweit bekannt. Sein Repertoire war breit gefächert; neben Oper, Lied und Oratorium, einem seiner Meisterbereiche, wirkte er auch im Operettenfach (etwa als Eisenstein in der Fledermaus). Als Sänger war Peter Schreier letztmals am 22. Dezember 2005 in Prag zu erleben. Danach beendete er seine internationale Gesangskarriere.
Bereits seit 1981 arbeitete er als Honorarprofessor und leitete internationale Meisterklassen für Gesang. Unter seinen zahlreichen Tonaufnahmen war das Album Peter Schreier singt Weihnachtslieder von 1975 mit rund 1,4 Millionen Exemplaren der mit Abstand meistverkaufte Tonträger in der Geschichte der DDR. Legt man die in der heutigen Zeit geltenden Vergaberichtlinien des Verbands der deutschen Musikindustrie, in der letztmals geänderten Fassung vom 1. Oktober 2003 zugrunde, so wäre dieser Tonträger heutzutage mit 14 Mal Gold, und 1 Mal Platin ausgezeichnet worden.
Als Dirigent arbeitete er u. a. mit den Berliner Philharmonikern, den Hamburger Symphonikern, der Staatskapelle Dresden, den Wiener Symphonikern, dem Mozarteum-Orchester Salzburg, dem Gürzenich-Orchester, dem Philharmonischen Staatsorchester Hamburg und dem Los Angeles Philharmonic Orchestra zusammen.
Von 1984 bis 1990 war Schreier Präsident des „Kuratoriums Schauspielhaus Berlin“ (später Konzerthaus Berlin). Er war Mitglied der Sächsischen Akademie der Künste. Auf Vorschlag von Staatsopernintendant Hans Pischner wurde Schreier 2004 zum ordentlichen Ehrenmitglied der Europäischen Kulturwerkstatt (EKW) berufen.
Schreier lebte in Dresden-Loschwitz, war verheiratet und hatte zwei Söhne, Torsten (* 1958) und Ralph (* 1961), benannt nach dem schwedischen Tenor Torsten Ralf (1901–1954), der von 1935 bis 1945 an der Staatsoper Dresden wirkte.

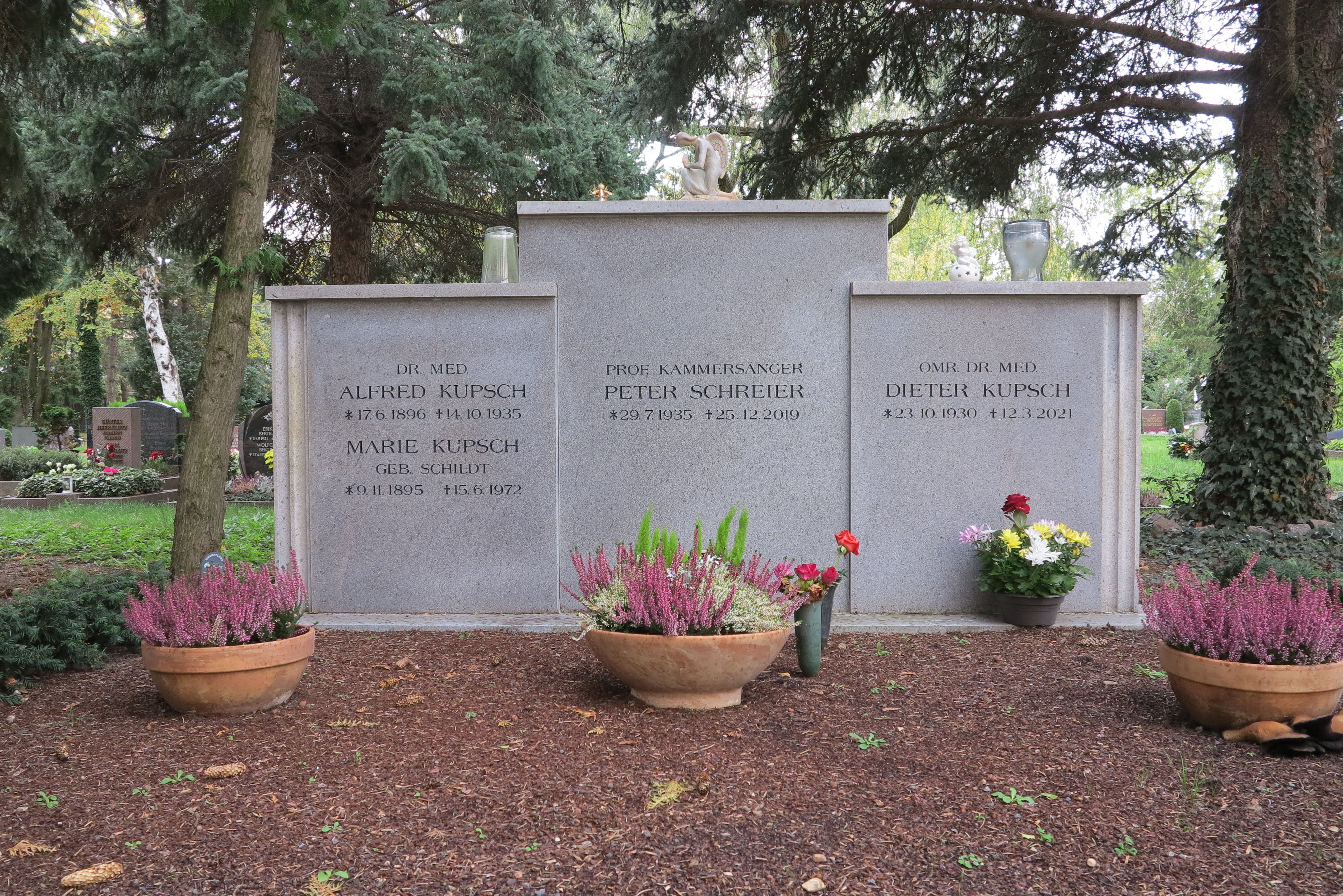
Grabmal Peter Schreiers auf dem Inneren Matthäusfriedhof Dresden

Am 25. Dezember 2019 starb Schreier mit 84 Jahren nach langer Krankheit in einem Dresdner Krankenhaus.

## Diskografie (Auswahl)

### Als Sänger
- In einer Sammlung ohne Titel mit Orgel- und geistlicher Musik von Palestrina und Bach sang Peter Schreier als Knabe drei Alt-Arien: Es ist vollbracht aus der Johannes-Passion (BWV 245 Nr. 58; NBA Nr. 30) sowie Es kostet viel, ein Christ zu sein (BWV 459) und Was bist du doch, o Seele, so betrübet? (BWV 506) aus Schemellis Gesangbuch. An der Orgel: Hans Otto. VEB Lied der Zeit – Schallplatten – ETERNA (LPM 1025), erschienen ca. 1954/55.
- 80th Anniversary Edition Berlin Classics (Edel), 2015.
- Johann Sebastian Bach: Matthäus-Passion. Dirigent: Karl Richter. Archiv Produktion (Universal Music), 1989.
- Johann Sebastian Bach: Johannes-Passion. Dirigent: Hans-Joachim Rotzsch. RCA Class. (Sony Music), 1998.
- Johann Sebastian Bach: Weihnachtsoratorium, Dirigent: Martin Flämig. Berlin Classics (Edel), 1993. (CD der Aufnahme von 1974)
- Johann Sebastian Bach: Weihnachtsoratorium, Dirigent: Nikolaus Harnoncourt. Deutsche Grammophon, 2005. (DVD der Aufnahme von 1984)
- Ludwig van Beethoven: An die ferne Geliebte.58; NBA Mit András Schiff (Klavier). Decca (Universal Music), 1996.
- Hector Berlioz: Requiem. Dirigent: Charles Munch. Deutsche Grammophon (Universal Music), 2009.
- Johannes Brahms: Die schöne Magelone. mit András Schiff (Klavier). Belvedere (Harmonia Mundi), 2015.
- Wolfgang Amadeus Mozart: Opera Arias. Polygram Records, 1990.
- Wolfgang Amadeus Mozart: Requiem. Dirigent: Karl Böhm. Philips (Universal Music), 1984.
- Der Odem der Liebe. Peter Schreier als Mozart-Tenor. Dirigent: Otmar Suitner. Eterna, 1973.
- Prokofjew – Hindemith: Lieder. Berlin Classics (Edel), 2004.
- Franz Schubert: Die schöne Müllerin. Mit Konrad Ragossnig (Gitarre). Berlin Classics (Edel), 2004.
- Franz Schubert: Winterreise (in einer Bearbeitung für Singstimme und Streichquartett). Profil (Naxos), 2015.
- Franz Schubert: Schubert Songs. mit András Schiff (Klavier). Wigmore Hall Live (CODAEX Deutschland), 2006.
- Heinrich Schütz: Johannes-Passion SWV 481 / Psalmen Davids. Dirigent: Martin Flämig. Berlin classics (Edel), 1997.
- Robert Schumann: Dichterliebe op. 48. Mit Christoph Eschenbach (Klavier). Teldec Classics International, 1991.
- Robert Schumann: Dichterliebe op. 48 / Liederkreis op.39. Mit Norman Shetler (Klavier). Berlin Classics (Edel), 2007.
- Vom Knabenalt zum lyrischen Tenor. Berlin Classics (Edel), 1995.
- Richard Wagner: Tristan und Isolde. Dirigent: Herbert von Karajan. EMI – His Masters Voice, 1972.
- Richard Wagner: Tristan und Isolde. Dirigent: Karl Böhm. Deutsche Grammophon, 1966
- Hugo Wolf: Goethe-Lieder. mit Wolfgang Sawallisch (Klavier). Ariola Eurodisc, 1986.
- Hugo Wolf: Mörike-Lieder. Mit Karl Engel (Klavier). Orfeo (Naxos Deutschland), 1998.

### Als Dirigent
- Johann Sebastian Bach: Weihnachtsoratorium (Ausschnitte). Staatskapelle Dresden. MC, Eterna-Digital, (1985).
- Johann Sebastian Bach: Johannes-Passion. Staatskapelle Dresden. Newton Classics (Membran), 2011.
- Johann Sebastian Bach: Zwei Hochzeitskantaten, BWV 202 & 210. (Weichet nur, betrübte Schatten / O holder Tag, erwünschte Zeit). Kammerorchester Berlin. Brilliant Classics, (ca. 2000).
- Johann Sebastian Bach: Weltliche Kantaten, BWV 204 & 208. (Was mit behagt, ist nur die muntre Jagd / Ich bin in mir vergnügt). Brilliant Classics, (ca. 2000).
- Joseph Haydn: Die Schöpfung. Hob. XXI:2. DVD. Arthaus Musik, 1992.

## Auszeichnungen
Schreier erhielt unter anderem den Nationalpreis der DDR 1. Klasse (1986) und das Bundesverdienstkreuz. Weiterhin wurde ihm dreimal der Titel Kammersänger verliehen (DDR, Bayern, Österreich), und er wurde zum Ehrenbürger von Meißen ernannt.
- 1967: Nationalpreis der DDR III. Klasse
- 1969: Robert-Schumann-Preis der Stadt Zwickau
- 1972: Händelpreis des Bezirkes Halle
- 1984: Vaterländischer Verdienstorden in Gold[11]
- 1986: Ehrenmitglied der Gesellschaft der Musikfreunde in Wien
- 1988: Ernst von Siemens Musikpreis; Léonie-Sonning-Musikpreis
- 1989: Großer Stern der Völkerfreundschaft
- 1994: Georg-Philipp-Telemann-Preis der Landeshauptstadt Magdeburg
- 1998: Stiftung Bibel und Kultur – Preis für Bibel und Gesang
- 2000: Preis der Europäischen Kirchenmusik;
- 2004: Ehrenmitglied der „Europäischen Kulturwerkstatt“ (EKW) Berlin/Wien
- 2009: Bachpreis der Royal Academy of Music[12]
- 2011: Internationaler Mendelssohn-Preis zu Leipzig (Kategorie Musik)[13]
- 2011: Hugo-Wolf-Medaille
- 2013: Bach-Medaille, Verleihung im Rahmen des Bachfestes in Leipzig für seine Bachinterpretationen
- 2016: Sächsischer Verdienstorden[14]
- 2016: Kunstpreis der Landeshauptstadt Dresden

## Filmdokumentationen
- Peter Schreier – Ein Film von Wolf-Eberhard von Lewinski. 60 Min., Produktion SR, Ausstrahlung im Ersten Programm am 30. April 1978.
- Peter Schreier singt – Lieder von J. S. Bach, Mozart, Beethoven, Schubert und Brahms. Aufzeichnung eines Liederabends im Sendesaal des SR am 20. November 1977. Am Klavier: Norman Shetler, Regie: Peter Rocholl, Ausstrahlung im Ersten und in den Dritten Programmen der ARD 1978.
- Peter Schreier – Alles hat seine Zeit. 83 Min., Regie und Produktion Heide Blum. D 2006.[15]
- Lebensläufe: Peter Schreier – Stimmwunder und Weltbürger, Dokumentarfilm - Produktion, Drehbuch und Regie: Heike Bittner (D 2015)